# Гор Вербински
Грегор Џастин „Гор“ Вербински (енгл. Gregor Justin "Gore" Verbinski) је амерички режисер и сценариста, рођен 16. марта 1964. године. Каријеру је почео 1996. године кратким филмом „Ритуал“. Вербински је дебитовао као редитељ дугометражног играног филма 1997. године са филмом „Лов на миша“. Године 2001, режирао је филм „Мексиканац“, а 2002, хорор „Круг“. Најпознатији је ипак као режисер прва три филма из серијала „Пирати са Кариба“: „Пирати са Кариба: Проклетство црног бисера“, „Пирати са Кариба: Тајна шкриње“ и „Пирати са Кариба: На крају света“.